# Зачатейский, Илья Александрович
Илья Александрович Зачатейский (12 июля 1884, село Чаплыгино Бронницкого уезда Московской губернии — 9 декабря, 1937, Бутовский полигон) — святой Русской православной церкви, причислен к лику святых как священномученик для общецерковного почитания постановлением Священного Синода Русской Православной Церкви от 26 декабря 2001 года.

## Биография
Родился в семье священника Александра Николаевича Зачатейского, служившего в Богородице-Рождественском храме села Чаплыгино Бронницкого уезда Московской губернии, а затем — в храме села Черкизово. Все три его сына были священниками: Николай (род. 1876) был настоятелем Никольской церкви в Старках (рядом с Черкизово), потом Покровской в Никулино; Григорий (род. 1878) — был священником той же Никольской церкви. Из шести дочерей: Прасковья стала женой священника Павла Некрасова; Евгения, воспитанница Московского епархиального женского училища, преподавала в Черкизово в школе.
- В 1899 году окончил Коломенское духовное училище.
- В 1905 году окончил Московскую духовную семинарию.
- С 1912 года до ареста 25 ноября 1937 года служил священником в Покровском храме села Купелицы Верейского района Московской области.

## Арест и мученическая кончина
Первый раз он был арестован 7 января 1930 года по обвинению в том, что не донёс властям о контрреволюционных высказываниях диакона; был приговорён к 6 месяцам тюрьмы. Второй арест последовал 25 ноября 1937 года. Он был заключён в Можайскую тюрьму.
Его обвиняли в активном участии в Верейском восстании против большевиков в 1918 году. Он отвечал, что активного участия не принимал, но дал восставшим ключи от церкви, и они звонили в колокола, призывая население к восстанию. Также его обвиняли в том, что при снятии колоколов в 1935 году он призывал верующих к сопротивлению, говоря: «Советская власть грабит и разоряет храмы Божии, снимут колокола, а потом и храмы позакрывают, и будете вы как нехристи ходить, погрязая в грехах».
29 ноября 1937 года «Тройка» УНКВД по Московской области приговорила отца Илию к расстрелу по ст. 58-10 УК РСФСР за «контрреволюционную деятельность и антисоветскую агитацию».
9 декабря 1937 года был расстрелян на Бутовском полигоне под Москвой и погребен в безвестной общей могиле.

## Канонизация
Причислен к лику святых новомучеников и исповедников Российских постановлением Священного Синода Русской Православной Церкви 26 декабря 2001 года для общецерковного почитания.
День памяти: 26 ноября/9 декабря, в Соборе новомученик и исповедников Российских и в Соборе Бутовских новомучеников.